# Предводитель волков
«Предводитель волков» (фр. Le Meneur de loups) — роман французского писателя Александра Дюма-отца, написанный в 1857 году в сотрудничестве с маркизом де Шервилем.
Действие книги происходит в родных местах Дюма в 1780—1781 годах. Фантастическая история об оборотне подана автором как рассказ старого знакомого — крестьянина Моке, который ходил на охоту ещё с отцом Дюма. Моке рассказал о дьяволе, который явился в облике «волка башмачника Тибо». Некогда башмачник Тибо заключил договор с нечистым, явившимся в виде говорящего чёрного волка. Волк выполнял все его желания, но, в конце концов, это привело к трагической гибели единственной женщины, которую любит Тибо. Тибо раскаивается и исчезает — от него остаётся лишь волчья шкура. По другой версии, после этого, освободившись от заклятия, башмачник ушёл в монастырь.